# Jacksonville Jaguars 1996
La stagione 1997 dei Jacksonville Jaguars è stata la 2ª della franchigia nella National Football League. La squadra vinse sei delle ultime sette gare della stagione e terminò con un record di 9-7. Il segreto di quella svolta di metà stagione risiede probabilmente nella sostituzione come titolare del wide receiver Andre Rison in favore di Jimmy Smith, dopo che nella gara contro i St. Louis Rams il quarterback Mark Brunell aveva lanciato 5 intercetti. Questi furono attribuiti in larga misura a Rison che fu messo in panchina.
I Jaguars raggiunsero i loro primi playoff dove nel primo turno batterono i Buffalo Bills. Vinsero anche la settimana successiva superando in trasferta i Denver Broncos, in possesso del miglior record della conference (13-3). Furono eliminati a un passo dal Super Bowl dai New England Patriots.

## Calendario

### Stagione regolare
| Stagione regolare |                    |                         |                    |                    |                    |                    |
| Turno             | Data               | Avversario              | Risultato          | TV Ora             | Pubblico           |                    |
| 1                 | 1/9/1996           | Pittsburgh Steelers     | V 24–9             | NBC 1:00pm         | 70,210             |                    |
| 2                 | 8/9/1996           | Houston Oilers          | S 34–27            | NBC 1:00pm         | 66,468             |                    |
| 3                 | 15/9/1996          | at Oakland Raiders      | S 17–3             | NBC 4:00pm         | 46,291             |                    |
| 4                 | 22/9/1996          | at New England Patriots | S 28–25 (DTS)      | NBC 4:00pm         | 59,446             |                    |
| 5                 | 29/9/1996          | Carolina Panthers       | V 24–14            | FOX 1:00pm         | 71,537             |                    |
| 6                 | 6/10/1996          | at New Orleans Saints   | S 17–13            | NBC 1:00pm         | 34,231             |                    |
| 7                 | 13/10/1996         | New York Jets           | V 21–17            | NBC 1:00pm         | 65,699             |                    |
| 8                 | 20/10/1996         | at St. Louis Rams       | S 17–14            | NBC 1:00pm         | 60,066             |                    |
| 9                 | 27/10/1996         | at Cincinnati Bengals   | S 28–21            | NBC 1:00pm         | 45,890             |                    |
| 10                | Settimana di pausa | Settimana di pausa      | Settimana di pausa | Settimana di pausa | Settimana di pausa | Settimana di pausa |
| 11                | 10/11/1996         | Baltimore Ravens        | V 30–27            | NBC 4:00pm         | 64,628             |                    |
| 12                | 17/11/1996         | at Pittsburgh Steelers  | S 28–3             | NBC 1:00pm         | 57,879             |                    |
| 13                | 24/11/1996         | at Baltimore Ravens     | V 28–25 (DTS)      | NBC 4:00pm         | 57,384             |                    |
| 14                | 1/12/1996          | Cincinnati Bengals      | V 30–27            | NBC 1:00pm         | 57,408             |                    |
| 15                | 8/12/1996          | at Houston Oilers       | V 23–17            | NBC 1:00pm         | 20,196             |                    |
| 16                | 15/12/1996         | Seattle Seahawks        | V 20–13            | ESPN 8:00pm        | 66,134             |                    |
| 17                | 22/12/1996         | Atlanta Falcons         | V 19–17            | FOX 1:00pm         | 71,449             |                    |

### Playoff
| Playoff          |           |                         |           |          |
| Turno            | Data      | Avversario              | Risultato | Pubblico |
| Wild-Card        | 28//1996  | at Buffalo Bills        | V 30–27   | 70,213   |
| Divisional       | 4/1/1997  | at Denver Broncos       | V 30–27   | 75,678   |
| AFC Championship | 12/1/1997 | at New England Patriots | S 20–6    | 60,190   |

## Classifiche
| AFC Central              | AFC Central | AFC Central | AFC Central | AFC Central | AFC Central | AFC Central | AFC Central |
|                          | V           | S           | P           | %           | PF          | PS          | Str.        |
| ------------------------ | ----------- | ----------- | ----------- | ----------- | ----------- | ----------- | ----------- |
| (3) Pittsburgh Steelers  | 10          | 6           | 0           | .625        | 344         | 257         | S2          |
| (5) Jacksonville Jaguars | 9           | 7           | 0           | .563        | 325         | 335         | V5          |
| Cincinnati Bengals       | 8           | 8           | 0           | .500        | 372         | 369         | V3          |
| Houston Oilers           | 8           | 8           | 0           | .500        | 345         | 319         | V1          |
| Baltimore Ravens         | 4           | 12          | 0           | .250        | 371         | 441         | S3          |